# André Plath
André Plath (* 1960 in Leipzig) ist ein deutscher investigativer Journalist, Autor, Fotograf, Kulturmanager und Dokumentarfilmregisseur.

## Leben
Plath studierte an der Humboldt-Universität zu Berlin Kulturwissenschaft (Ästhetik, Kulturtheorie) und Theaterwissenschaft. Von 1982 bis 1984 war er Textbuch-Lagerverwalter, Bote und Sekretär des Chefdramaturgen Wolfgang Schuch im Theaterverlag henschel SCHAUSPIEL. 1986, noch als Student, war Plath Assistent von Tatjana Rese in ihrer ersten Regiearbeit Jochen Schanotta von Georg Seidel am Theater der Stadt Schwedt. Im Studium war Plaths Diplom-Betreuer Horst Groschopp.
Er war von 1988 bis 1990 Presse- und Öffentlichkeits-Chef des Berliner Theater im Palast (TiP). Im Anschluss gründete er gemeinsam mit der Schauspielerin Vera Oelschlegel und dem Germanisten Gregor Edelmann die „tkm“ (Theater-, Konzert- und Medienagentur) und weiterführend die „Plath + Co“, unter dessen Dach das Theater des Ostens Berlin (TdO) vorrangig Sprechtheater-Inszenierungen produzierte. 
Auf Gastspiel-Reisen mit dem Theater des Ostens agierte Plath, neben seiner Tätigkeit als Tournee-Leiter, Requisiteur, Bühnenarbeiter vereinzelt auch als Kleindarsteller, beispielsweise als „Alte Frau“ und als „Soldat“ (stumme Rolle) in August Strindbergs Der Totanzenz an der Seite von Hans-Peter Minetti. Er managte 13 Jahre den Theaterbetrieb eines privaten Tournee-Unternehmens aus den neuen Bundesländern, zeitweise mit der Konzertdirektion Schlote, Salzburg. Das Theater des Ostens (TdO) gastierte in allen deutschsprachigen Ländern Europas. Die letzte Uraufführung im Theater im Palast, „Männerbiografien in der DDR“ von Jürgen Lemke ging dann mit PLATH + CO / TdO auf Tourneen durch Deutschland, Österreich und die Schweiz. Die Brecht-Revue „Denn wie man sich bettet, so liegt man oder Was kostet die Welt“ (Buch und Regie Manfred Wekwerth, Kompositionen Fred Symann, mit Renate Richter und Vera Oelschlegel als Darstellerinnen) gastierte in 98 Städten im deutschsprachigen Raum und avancierte 1998 damit zur meistgespielten Produktion zum 100. Brecht-Geburtstag. Bereits 1988, anlässlich des 90. Brecht-Geburtstags: Beteiligung von Plath am Internationalen Brecht-Dialog federführend das Brecht-Zentrum der DDR unter Leitung von Werner Hecht.
Plath arbeitete seit Mitte der 1980er Jahre regelmäßig auch als Theater- und Literaturkritiker für die Berliner Zeitung, den Sonntag und das Theater der Zeit. Daneben war er für weitere Zeitungen und Zeitschriften tätig, beispielsweise die Neue deutsche Literatur (ndl), die Junge Welt, die Westdeutsche Allgemeine Zeitung (WAZ), Tango oder Bild der Frau, Anti-Aging news. Er war Gast-Kolumnist beim Schweizer Wochenmagazin „Diagonal“ (Trigon Verlag AG).
Im Jahr 1985 war er Mit-Initiator und Schildermaler bei der Straßenbenennung der Heiner-Müller-Allee in Sarmstorf, Mecklenburg-Vorpommern.
Plath organisierte in den Jahren 1994 und 1995 die ersten beiden und bislang einzigen (mit einem Geleitwort von Ignatz Bubis versehenen) Deutschland-Tourneen für das Staatliche Jüdische Theater Bukarest, des ersten Jiddischen Theaters der Welt, mit dem Stück Hershale oder Wer zuletzt lacht.
Bei der MDR/TVmedia-Ostalgie-Show Ein Kessel DDR (2003) war Plath „Redakteur für Sonderaufgaben“. Er entwickelt Hörfunk- und Fernseh-Formate und ist auch in der Werbung tätig.
Seine „MAP“ (Medien Agentur Plath) ist ein Recherche-Dienstleister für Auftraggeber aus den Bereichen Wirtschaft und Recht und entwickelt auch Web-Auftritte. Enge Hörbuch, Foto- und Dokumentarfilm-Zusammenarbeit mit dem Musiker und Komponisten Jens-Peter Kruse / El Aleman.
Plath arbeitete national und international als Journalist für Bild, BZ, Welt, Spiegel, MAX, Berliner Zeitung, Bunte, Stern und Süddeutschen Zeitung. Eine langjährige Zusammenarbeit verband ihn mit Hans-Hermann Tiedje und seiner TVmedia Ebersberg, später mit der WMP Eurocom, wie auch mit dem 2017 verstorbenen, Paparazzo Franz Ruch.
Plath ist Mitglied im Verband Deutscher Fotojournalisten. Seine erste Foto-Schau Erotische Schlachtfelder, gemeinsam mit Sabrina Piaras, wurde während der 17. „24-Stunden-Ausstellung“ 2015 in Leipzig gezeigt. Ebenfalls 2015 kam Plaths erste Arbeit als Dokumentarfilm-Regisseur (in Zusammenarbeit mit dem Berliner Filmemacher Chris Caliman) „Holger – Glück ist jeder Augenblick“ auf dem Münchener „Nachtschatten Film-Festival“ zur Premiere. Danach ging der Film weltweit auf Festival-Tour. Eine weitere Dokumentation "Schön, dass du da bist" (Arbeit in 3 Akten. Robin Zöffzig porträtiert Jürgen Lemke), wurde 2017 in der Spinnerei in Leipzig uraufgeführt. Anschließend wurde die Produktion in diversen Off-Kinos gezeigt.
Seit 2016 agiert Plath auch als Performancer.
Im Eigenverlag edition map sprach Plath 2018 ausgewählte Nachdichtungen der Shakespeare-Sonette seines verstorbenen Bruders, musikalisch begleitet und interpretiert von Christian Batzdorf, dem Solo-Trompeter der Staatskapelle Berlin, unter der Regie des Chansonsängers, Schauspielers und Sprechers Karsten Troyke ein. Die Aufnahme erschien als limitierte Hörbuch-Sonder-Auflage und als CD. Die CD hatte am 14. Februar 2023 beim Leipziger Radio Blau Hörfunk-Premiere. André Plaths Bruder ist der 2006 verstorbene Lyriker, Germanist und Liedtexter Karl Werner Plath.